# دانشکده دندانپزشکی ارومیه
دانشکده دندانپزشکی دانشگاه علوم پزشکی ارومیه یکی از دانشکده‌های دندانپزشکی ایران وابسته به دانشگاه علوم پزشکی ارومیه در ارومیه است.

## تاریخچه
دانشکده دندانپزشکی ارومیه در سال ۱۳۸۸ بنیانگذاری شد. هم‌اکنون ریاست این دانشکده را سالار پیاهو برعهده دارد.